# کوارز
کوارز (به لاتین: Köarz) یک منطقه مسکونی در جمهوری آذربایجان است که در شهرستان جلیل‌آباد واقع شده است. کوارز ۶۶۰ نفر جمعیت دارد.